# Enrico Simonetti

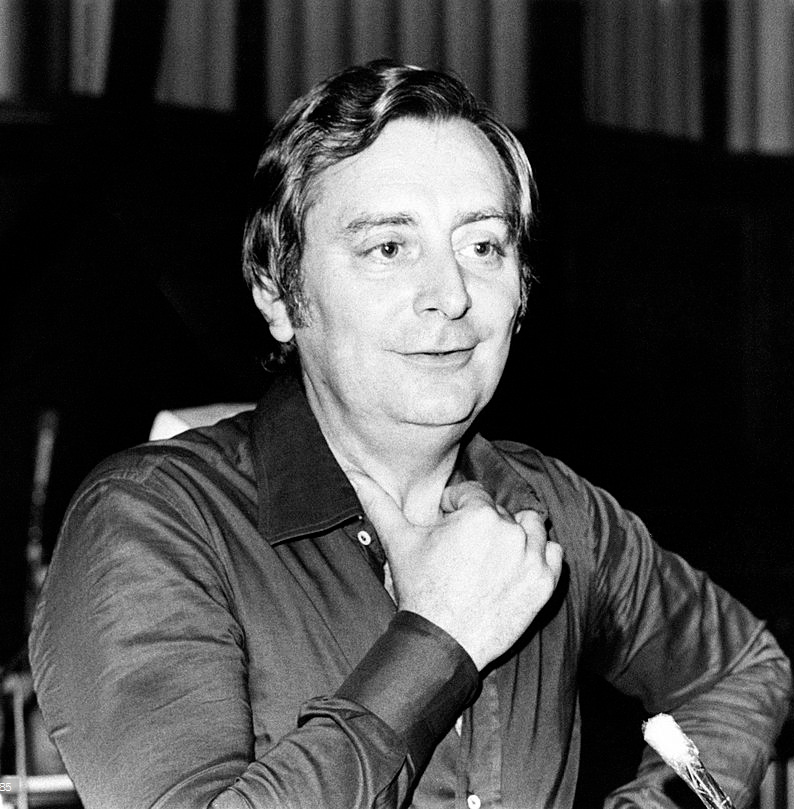
Enrico Simonetti 1970

Enrico Simonetti (* 29. Januar 1924 in Alassio; † 28. Mai 1978 in Rom) war ein italienischer Pianist und Filmkomponist.

## Leben
Simonetti studierte Klavier und Komposition an der Accademia Chigiana. Nach ersten Live-Erfahrungen in römischen Nachtclubs mit Bruno Martino ging er 1948 mit einer Schauspielgruppe nach Brasilien, wo er ein eigenes Orchester leitete, das zu den besten des Landes gezählt wurde und wo er für nahezu vierzig Filme die Musik schuf, bevor er nach Italien zurückkehrte. Dort erhielt und gestaltete er mit großem Erfolg die eigene Sendung Excelsior und nahm an zahlreichen Musikfestivals teil. Mit seinem Orchester war er, der nebenbei auch moderierte und für das Radio arbeitete, auch in vielen anderen Formaten wie Il signore ha suonato?, Lei non si preoccupi oder Aiuto è vacanza in den 1960er Jahren neben Isabella Biagini oder im darauffolgenden Jahrzehnt in L’amico della notte und Non tocchiamo quel tasto negli. Weitere erfolgreiche Sendungen waren Ornella Vanonis Senza rete oder Canzonissima mit Loretta Goggi und Alighiero Noschese. Einige Plattenaufnahmen erschienen auf LP – auch in Brasilien wurden seit den 1950er Jahren einige Aufnahmen veröffentlicht. Als sein wichtigstes Werk gilt der Soundtrack zur Fernseh-Miniserie Gamma aus dem Jahr 1975.
Daneben war er drei Mal als Schauspieler aktiv und legte mehrere Kompositionen für Filme vor, beginnend mit der Western-Fernsehproduktion Non cantare, spara und bis zu seinem Tode nach einer Operation zur Tumorentfernung.
Sein Sohn Claudio ist als Teil der Gruppe Goblin sowie solistisch ebenfalls als Filmkomponist tätig.

## Filmografie (Auswahl)
- 1951: O comprador de fazendas
- 1958: Tom Dooley – Held der grünen Hölle (Tumulto de Paixões)
- 1960: Gier nach Blut (Macumba Love)
- 1963: Ich lebte wie Eva (How I Lived As Eve)
- 1970: Lustschrei im Urwald (Frissons africaines)
- 1973: Der Todeskuß des Paten (Baciamo le mani)
- 1973: Little Kid und seine kesse Bande (Kid il monello del West)
- 1973: La ragazza di Via Condotti
- 1975: Schüler lieben hübsche Hasen (Grazie… nonna)
- 1976: Die Sünden der ganz jungen Mädchen (Scandalo in famiglia)
- 1978: Ridendo e scherzando